# Избори за Европейския парламент в България (2019)
Изборите за Европейския парламент през 2019 г. в България се състоят на 26 май (неделя). Избрани са 17 членове на ЕП (евродепутати) от България.

## Бюджет на изборите
План-сметката за изборите, одобрена от правителството на редовно заседание на 27 март 2019 г., възлиза на 32,4 млн. лева, като в тази сума не са включени средствата за закупуването или наемането на 3000 машини за гласуване. От тях се предвиждат 7 млн. лв. за ЦИК и производството на изборните книжа, 800 000 лв. за медийните пакети за агитация на партиите, 16,7 млн. лв. на Министерски съвет за заплащане на изборните комисии, 4,7 млн. лв. за дейности по охрана и транспорт от МВР. Вицепремиерът Томислав Дончев е определен за отговорник по изборите от страна на правителството.

## Предварителни избори
- ПП „Движение Да България“ провежда вътрешни избори за определяне на своите представители в общата бюлетина на обединение „Демократична България“. Гласуването става в периода 4 – 11 февруари 2019 г. основно чрез мобилното приложение DApp, но е осигурена възможност и за гласуване по пощата, както и за машинно гласуване на място. Участие вземат 5896 членове и симпатизанти на партията, които избират измежду 17 кандидати по избирателната система Борда, която позволява пълно пренареждане на бюлетината и преобразуване на резултата в точки. Победител е Стефан Тафров, пред Мария Спирова, Алина Добрева, Велизар Шаламанов и Емил А. Георгиев.[2]
- ПП „Зелените“ определя своите представители в общата коалиционна листа на обединение „Демократична България“ (ДБ) с онлайн гласуване на Националния съвет, резултатите от което са обявени на 22 февруари 2019. Техен фаворит е биофермерът Албена Симеонова, следвана от учителя от „Заедно в час“ и зам.-директор на столично училище Росен Богомилов, еколога Тома Белев, музиканта Васил Гюров и Даниела Божинова – изследовател на електоралната демокрация, политическите права и референдумите.[3]
- БСП на заседание на Националния си съвет гласува предложението на Изпълнителното бюро на партията, представено от председателя Корнелия Нинова за водач на листата за престоящите избори. След 5-часово заседание и проведено тайно гласуване Елена Йончева е избрана за водач на листата за евроизборите с 95 гласа. Предложението за водач на листата на председателя на ПЕС Сергей Станишев е подкрепено само от 75 члена в Националния съвет. Окончателно листата е подредена и представена в началото на месец април.[4][неблагонадежден източник - таблоид (Поискан нов източник преди 725 дни)]
- ГЕРБ и СДС подписват споразумение за съвместно явяване на евроизборите след призива на председателя на Европейската народна партия. На 28 март 2019 г. лидерите на двете партии Бойко Борисов и Румен Христов, в присъствието на медиите, полагат подписи под споразумението в централата на ГЕРБ. В условията на споразумението се включва участието в общата листа от СДС да се поставят двама представители – на 6-о избираемо място Александър Йорданов и да бъде включен и Илия Лазаров.[5][6]
- ГЕРБ на 31 март 2019 г. на голям форум в НДК определя общата листа със СДС на 17 кандидат-депутати за изборите за Европейския парламент. В създадената листа водач е Мария Габриел. Следващите в листата са Андрей Ковачев, Андрей Новаков, Ева Майдел, Асим Адемов, Александър Йорданов от СДС, Лиляна Павлова, Емил Радев, Ивелина Василева, Марин Захариев, Иво Ралчевски, Младен Шишков, Николай Диков, Камен Костов, Йоана Йончева-Фильова, Жечо Станков, Илия Лазаров от СДС.[7]
- Коалиция „Демократична България“ регистрира на 19 април 2019 г. своята листа в състав: Радан Кънев, Стефан Тафров, Албена Върбанова, Мария Спирова, Цецка Бачкова, Росен Богомилов, Алина Добрева, Димитър Филипов, Тома Белев, Емил Георгиев, Владимир Славенски, Васил Гюров, Сева Памукчиева, Павел Попов, Даниела Божинова, Михаил Панайотов, Стоян Михалев [8]
- На 24 април 2019 г. в ЦИК чрез жребии са изтеглени номерата на участващите в евроизборите 27 партии, коалиции и кандидати за евродепутати, предложени от инициативни комитети. Изтеглените номера са следните: №1. Патриоти за Валери Симеонов, коалиция; №2. Път на младите, коалиция; №3. ВМРО; №4. Ваня Григорова, независим; №5. Партия на зелените; №6. ПП ВОЛТ; №7. Николай Ненчев, независим; №8. Венислава Атанасова, независим кандидат; №9. Възход; №10. Коалиция за България; №11. Десислава Иванчева, независим; №12 ГЕРБ; №13. Демократична България; №14. АТАКА; №15. Минчо Христов, независим; №16. ДОСТ; №17. Пряка демокрация; №18. БСП за България; №19. ПП Глас народен; №20. ДПС; №21. Движение Заедно; №22. Българско национално обединение; №23. ВОЛЯ; №24. Движение 21; №25. Христо Симеонов, независим; №26. Движение Презареди България; №27. Възраждане.[9][неблагонадежден източник - таблоид (Поискан нов източник преди 725 дни)]

## Участници и кандидати
За участие в изборите са предадени документи за регистрация и са регистирани следните организации:[неблагонадежден източник - таблоид (Поискан нов източник преди 725 дни)]

### Самостоятелни партии
1. ДПС
2. Атака
3. ДОСТ
4. Глас народен
5. Партия на зелените
6. Пряка демокрация
7. Движение 21
8. Движение Презареди България
9. Възраждане
10. ВМРО-БНД
11. ВОЛТ
12. Българско национално обединение

### Партийни коалиции
1. ГЕРБ – СДС
2. Път на младите (НДСВ и Новото време)
3. Движение „Заедно“ („Християн-Социален Съюз“ и „Българска социалдемокрация-Евролевица БСДЕ“)
4. БСП за България (БСП, Комунистическа партия на България, Нова Зора, Политически клуб „Екогласност“, Политически клуб „Тракия“)
5. Патриоти за Валери Симеонов (НФСБ и Средна европейска класа)
6. Възход (БДС „Радикали“, Движение демократично действие – ДЗ, Единна народна партия, Радикалдемократическа партия, ССД, Български национален фронт – Чикаго, Национално консервативно сдружение „Десен профил“, Независимо дружество за защита правата на човека, Асоциация РАДКО)
7. Демократична България – обединение (Движение „Да, България“, ДСБ)
8. ВОЛЯ – Българските Родолюбци (Воля, Земеделски съюз „Александър Стамболийски“, Народна партия „Свобода и достойнство“, Обединена социалдемокрация, Българска социалдемократическа партия, Християндемократическа партия на България)

### Независими кандидати
1. Христо Симеонов Симеонов
2. Ваня Руменова Григорова
3. Албена Божидарова Белянова
4. Йордан Иванов Малджански
5. Минчо Христов Куминев
6. Десислава Петрова Иванчева
7. Венко Димитров Балтаджиев
8. Венислава Пламенова Атанасова
9. Николай Нанков Ненчев

### Заличени от регистрация
Получени са 2 отказа от регистрация и са извършени 3 заличавания на кандидати, както следва:
- Отказ с решение на ЦИК [13] е постановен за регистрацията на коалиция „Коалиция За Теб България“ (ПП „Коалиция За Теб България“, ПП „КОЙ – Компетентност, Отговорност, Истина“ и ПП „Национална Републиканска партия“), тъй като върху подписките в подкрепа на регистрацията на коалицията за участие в изборите не е посочено в чия полза са положени подписите.
- Отказ с решение на ЦИК [14] е постановен за регистрацията на независим кандидат Иван Дойчев Станчев, тъй като инициативният комитет не е предоставил в срок всички необходими документи за регистрацията.
- Заличаване с решение на ЦИК [15] е постановено за регистрацията на независим кандидат Венко Димитров Балтаджиев, след подадено искане от кандидата.
- Заличаване с решение на ЦИК [16] е постановено за регистрацията на ПП „ДВИЖЕНИЕ БЪЛГАРИЯ НА ГРАЖДАНИТЕ“, поискано с решение на Изпълнителния съвет на партията.
- Заличаване с решение на ЦИК [17] е постановено за регистрацията на ПП „БЪЛГАРСКА НОВА ДЕМОКРАЦИЯ“, поискано с решение на Централния изпълнителен съвет на партията.

## Социологически проучвания
Социологическите проучвания са обект на критики и съмнения за манипулиране на общественото мнение. Такива оценки и мнения се споделят пред избори от всякакъв характер. Оправданията на социолозите са, че точността на прогнозите е само в рамките на предполагаемата статистическа грешка, но коментарите в обществото са, че неточните прогнози се дължат на политическа пристрастност на социолозите или в платени манипулирани проучвания и анализи. Независимо от това кой губи от грешките на социолозите, тези проучвания на общественото мнение са барометър, който показва обществените настроения и очаквания.
| Агенция                       | Дата            | ГЕРБ/СДС | БСП    | ДПС    | ВМРО  | Воля  | ДБ    | АБВ   | НФСБ  | Атака | ОП    | Възраж- дане | РБ    | ДСБ  | СДС  | ДБГ | VOLT  | Движе ние 21 | Други | Активност | Не биха гласували |
| ----------------------------- | --------------- | -------- | ------ | ------ | ----- | ----- | ----- | ----- | ----- | ----- | ----- | ------------ | ----- | ---- | ---- | --- | ----- | ------------ | ----- | --------- | ----------------- |
| Барометър България            | 25 юли 2018     | 35,3%    | 28,9%  | 15,2%  | –     | –     | –     | –     | –     | –     | 17,8% | –            | –     | 2,8% | –    | –   | –     | –            | –     | –         | –                 |
| МАРКЕТ ЛИНКС                  | 31 януари 2019  | 29,9%    | 21,4%  | 7,9%   | –     | 1%    | 5,1%  | –     | –     | –     | 6,7%  | –            | –     | –    | –    | –   | –     | –            | 6,9%  | 36 – 37%  | –                 |
| Сова Харис                    | 8 февруари 2019 | 20,0%    | 18,3%  | 5,3%   | 0,7%  | 1,6%  | –     | 0,8%  | 0,8%  | 1,7%  | –     | –            | –     | 1,4% | –    | –   | –     | 1,1%         | 4,0%  | 56,1%     | –                 |
| Екзакта рисърч груп           | 10 март 2019    | 22,2%    | 19,4%  | 6,9%   | –     | 1,0%  | 2,5%  | 1,0%  | –     | –     | 6,4%  | 1,0%         | 1,0%  | –    | –    | –   | –     | 1.3%         | –     | –         | –                 |
| Сова Харис                    | 20 март 2019    | 23,2%    | 19,4%  | 7,3%   | 1,9%  | 2,1%  | 2,0%  | 0,8%  | 0,8%  | 1,9%  | –     | 0,5%         | –     | –    | 1.2% | –   | –     | –            | –     | 49,7%     | 16,8%             |
| Алфа Рисърч                   | 1 април 2019    | 33,9%    | 33,4%  | 10,6%  | 4,1%  | 1,9%  | 5,1%  | 1,2%  | 2,2%  | 2,1%  | –     | 1,0%         | –     | –    | –    | –   | –     | –            | 4,5%  | 35,0%     | 32,7%             |
| Барометър България            | 8 април 2019    | 22,20%   | 21,00% | 6,10%  | 9,60% | –     | –     | –     | –     | –     | –     | –            | –     | –    | –    | –   | –     | –            | 4,5%  | –         | 37,00%            |
| Медиана                       | 11 април 2019   | 31,5%    | 32,1%  | 9,5%   | 4,4%  | 4,9%  | 2,9%  | 3,1%  | 2,1%  | 3,8%  | 2,1%  | 1,1%         | –     | –    | –    | 1%  | –     | 1,1%         | 0,9%  | 69,0%     | 31,0%             |
| Тренд                         | 19 април 2019   | 30,5%    | 31,3%  | 12,7%  | 5,5%  | 3,6%  | 4,3%  | –     | 1,3%  | 2,0%  | –     | 1,3%         | –     | –    | –    | –   | –     | –            | –     | 43,0%     | 57%               |
| Галъп интернешънъл            | 19 април 2019   | 31,0%    | 32,1%  | 11,1%  | 5,0%  | 3,5%  | 4,5%  | 1,5%  | 1,4%  | 1,9%  | –     | 1,0%         | –     | –    | –    | –   | –     | –            | 4%    | 62%       | 38%               |
| МАРКЕТ ЛИНКС и BTV            | 26 април 2019   | 30,9%    | 31,3%  | 6,1%   | 5,0%  | 1,7%  | 4,6%  | –     | –     | –     | –     | –            | –     | –    | –    | –   | –     | –            | 7,7%  | –         | 12,5%             |
| Сова харис                    | 25 април 2019   | 22,5%    | 21,8%  | 7,1%   | 2,5%  | 2,5%  | 1,3%  | 0,8%  | -     | 1,9%  | –     | –            | –     | –    | –    | –   | –     | –            | 1,9%  | 57%       | 18,8%             |
| Алфа Рисърч                   | 3 май 2019      | 32,7%    | 33,4%  | 9,3%   | 6,0%  | 1,7%  | 4,5%  | 1,2%  | 1,7%  | 1,2%  | –     | –            | –     | –    | –    | –   | –     | –            | 3,5%  | 32,9%     | –                 |
| Спектър                       | 8 май 2019      | 32,5%    | 33,2%  | 8,5%   | 4,2%  | 1,9%  | 4,2%  | 2,7%  | 4,0%  | 1,2%  | –     | –            | –     | –    | –    | –   | –     | –            | 4,5%  | 33,5%     | 37,7              |
| Marketing and Research center | 9 май 2019      | 27,13%   | 24,96% | 6,40%  | 5,74% | 0,72% | 6,60% | -     | 0,59% | 1,8%  | –     | 7,89%        | –     | –    | –    | –   | 2,03% | –            | –     | –         | 14,20%            |
| Институт за модерна политика  | 16 май 2019     | 33,0%    | 33,4%  | 8,7%   | 4,1%  | 1,7%  | 4,1%  | 3,5%  | 4,1%  | 1,3%  | –     | –            | –     | –    | –    | –   | –     | –            | –     | –         | –                 |
| СОВА ХАРИС                    | 17 май 2019     | 34,4%    | 33,5%  | 13,7%  | 4,4%  | 4,7%  | 2,1%  | 1,5%  | –     | 3,8%  | –     | –            | –     | –    | –    | –   | –     | –            | 1,9%  | –         | 25,2%             |
| Барометър България            | 17 май 2019     | 31,9%    | 31,2%  | 8,8%   | 7,0%  | –     | –     | –     | –     | –     | –     | –            | –     | –    | –    | –   | –     | –            | 21,1% | 33,8%     | 29,7%             |
| МАРКЕТ ЛИНКС                  | 22 май 2019     | 29,6%    | 27,5%  | 6,9%   | 5,7%  | 2,9%  | 4,7%- | –     | –     | –     | –     | –            | –     | –    | –    | –   | –     | –            | 10,4% | 42,0%     | 12,3%             |
| Тренд                         | 22 май 2019     | 31,5%    | 30,4%  | 12,8%  | 5,8%  | 4,8%  | 4,2%  | 2,4%  | 1,3%  | 2%    | –     | 1,2%         | –     | –    | –    | –   | –     | –            | 1,3%  | –         | –                 |
| Афис                          | 23 май 2019     | 26,1%    | 27,4%  | 14,1%  | 4,7%  | –     | –     | –     | –     | –     | –     | –            | –     | –    | –    | –   | –     | –            | 19,2% | 33% – 35% | –                 |
| Алфа Рисърч                   | 23 май 2019     | 31,1%    | 26.6%  | 13,9%  | 6%    | 4,9%  | 4,2%  | 3,2%  | 2%    | 2%    | –     | –            | –     | –    | –    | –   | –     | –            | 6,1%  | –         | –                 |
| Медиана                       | 23 май 2019     | 31,1%    | 29,8%  | 11,4%  | 5,6%  | 5,1%  | 2,6%  | 3,6%  | 2,6%  | 3,5%  | –     | –            | –     | –    | –    | –   | –     | –            | 4,7%  | 49%       | 13%               |
| Барометър                     | 23 май 2019     | 30,9%    | 27,2%  | 10,6%  | 8,3%  | –     | –     | –     | –     | –     | –     | –            | –     | –    | –    | –   | –     | –            | 23,%  | 37,5%     | 33,6%             |
| Егзакта Рисърч груп           | 23 май 2019     | 32,4%    | 27,3%  | 13,3%  | 6,5%  | 4,5%  | 4,3%  | 1,8%  | 2%    | 2%    | –     | –            | –     | –    | –    | –   | –     | –            | 5,9%  | 26% – 32% | –                 |
| Спектър                       | 23 май 2019     | 33,4%    | 32,6%  | 9,7%   | 4,3%  | 2,3%  | 4,1%  | 3,6%  | 4,5%  | 2%    | –     | –            | –     | –    | –    | –   | –     | –            | 1,5%  | 34%       | 41%               |
|                               |                 | ГЕРБ-СДС | БСП    | ДПС    | ВМРО  | Воля  | ДБ    | АБВ   | НФСБ  | Атака | ОП    | Възраж- дане | РБ    | ДСБ  | СДС  | ДБГ | ВОЛТ  | Движе ние 21 | Други | Активност | Не биха гласували |
| Парламент. избори 2017        | 26 март 2017    | 33,54%   | 27.93% | 9.24%  | –     | 4,26% | –     | 1,59% | –     | –     | 9,31% | 1,11%        | 3,14% | –    | –    | –   |       | –            | –     | 54,07%    |                   |
| Евро избори 2014              | 26 май 2014     | 30,40%   | 18,94% | 17,26% | –     | –     | –     | 4,02% | –     | 2,96% | –     | –            | 6,45% | –    | –    | –   |       | –            | –     | 35.84%    |                   |

## Резултати от изборите
| Резултати от изборите за Европейски парламент в България на 26 май 2019 година    | Резултати от изборите за Европейски парламент в България на 26 май 2019 година | Резултати от изборите за Европейски парламент в България на 26 май 2019 година | Резултати от изборите за Европейски парламент в България на 26 май 2019 година | Резултати от изборите за Европейски парламент в България на 26 май 2019 година | Резултати от изборите за Европейски парламент в България на 26 май 2019 година | Резултати от изборите за Европейски парламент в България на 26 май 2019 година | Резултати от изборите за Европейски парламент в България на 26 май 2019 година | Резултати от изборите за Европейски парламент в България на 26 май 2019 година | Резултати от изборите за Европейски парламент в България на 26 май 2019 година |
| ← 2014 • 2019                                                                     | ← 2014 • 2019                                                                  | ← 2014 • 2019                                                                  | ← 2014 • 2019                                                                  | ← 2014 • 2019                                                                  | ← 2014 • 2019                                                                  | ← 2014 • 2019                                                                  | ← 2014 • 2019                                                                  | ← 2014 • 2019                                                                  | ← 2014 • 2019                                                                  |
| №                                                                                 | Кандидатска листа                                                              | Кандидатска листа                                                              | Парламентарна група в ЕП                                                       | Гласове                                                                        | Гласове                                                                        | Дял от гласовете                                                               | Дял от гласовете                                                               | Мандати                                                                        | Мандати                                                                        |
| №                                                                                 | Кандидатска листа                                                              | Кандидатска листа                                                              | Парламентарна група в ЕП                                                       | брой                                                                           | +/-                                                                            | %                                                                              | +/-                                                                            | брой                                                                           | +/-                                                                            |
| --------------------------------------------------------------------------------- | ------------------------------------------------------------------------------ | ------------------------------------------------------------------------------ | ------------------------------------------------------------------------------ | ------------------------------------------------------------------------------ | ------------------------------------------------------------------------------ | ------------------------------------------------------------------------------ | ------------------------------------------------------------------------------ | ------------------------------------------------------------------------------ | ------------------------------------------------------------------------------ |
| 1                                                                                 |                                                                                | ПАТРИОТИ ЗА ВАЛЕРИ СИМЕОНОВ (НФСБ И СРЕДНА ЕВРОПЕЙСКА КЛАСА)                   | -                                                                              | 22 421                                                                         | -45 955                                                                        | 1,15                                                                           | -1,903                                                                         | -                                                                              | -                                                                              |
| 2                                                                                 |                                                                                | ПЪТ НА МЛАДИТЕ (НДСВ и НОВОТО ВРЕМЕ)                                           | -                                                                              | 21 315                                                                         | -                                                                              | 1,09                                                                           | -                                                                              | -                                                                              | -                                                                              |
| 3                                                                                 |                                                                                | ПП ВМРО – БЪЛГАРСКО НАЦИОНАЛНО ДВИЖЕНИЕ                                        | Европейски консерватори и реформисти (ЕКР)                                     | 143 830                                                                        | -                                                                              | 7,36                                                                           | -                                                                              | 2 / 17                                                                         | -                                                                              |
| 4                                                                                 |                                                                                | Ваня Руменова Григорова - независим кандидат                                   | -                                                                              | 9 320                                                                          | -                                                                              | 0,48                                                                           | -                                                                              | -                                                                              | -                                                                              |
| 5                                                                                 |                                                                                | партия на ЗЕЛЕНИТЕ                                                             | -                                                                              | 6 051                                                                          | +833                                                                           | 0,31                                                                           | +0,077                                                                         | -                                                                              | -                                                                              |
| 6                                                                                 |                                                                                | ПП ВОЛТ                                                                        | -                                                                              | 3 500                                                                          | -                                                                              | 0,18                                                                           | -                                                                              | -                                                                              | -                                                                              |
| 7                                                                                 |                                                                                | Николай Нанков Ненчев - независим кандидат                                     | -                                                                              | 4 222                                                                          | -                                                                              | 0,22                                                                           | -                                                                              | -                                                                              | -                                                                              |
| 8                                                                                 |                                                                                | Венислава Пламенова Атанасова - независим кандидат                             | -                                                                              | 2 925                                                                          | -                                                                              | 0,15                                                                           | -                                                                              | -                                                                              | -                                                                              |
| 9                                                                                 |                                                                                | ВЪЗХОД                                                                         | -                                                                              | 1 855                                                                          | -                                                                              | 0,09                                                                           | -                                                                              | -                                                                              | -                                                                              |
| 10                                                                                |                                                                                | КП Коалиция за България                                                        | -                                                                              | 16 759                                                                         | -                                                                              | 0,86                                                                           | -                                                                              | -                                                                              | -                                                                              |
| 11                                                                                |                                                                                | Десислава Петрова Иванчева - независим кандидат                                | -                                                                              | 30 310                                                                         | -                                                                              | 1,55                                                                           | -                                                                              | -                                                                              | -                                                                              |
| 12                                                                                |                                                                                | ПП ГЕРБ                                                                        | Европейска народна партия (ЕНП)                                                | 607 194                                                                        | -73 644                                                                        | 31,07                                                                          | +0,668                                                                         | 6 / 17                                                                         | 0                                                                              |
| 13                                                                                |                                                                                | ДЕМОКРАТИЧНА БЪЛГАРИЯ – ОБЕДИНЕНИЕ (ДА България и ДСБ)                         | Европейска народна партия (ЕНП)                                                | 118 484                                                                        | -                                                                              | 6,06                                                                           | -                                                                              | 1 / 17                                                                         | -                                                                              |
| 14                                                                                |                                                                                | АТАКА                                                                          | -                                                                              | 20 906                                                                         | -45 304                                                                        | 1,07                                                                           | -1,887                                                                         | -                                                                              | -                                                                              |
| 15                                                                                |                                                                                | Минчо Христов Куминев - независим кандидат                                     | -                                                                              | 22 992                                                                         | -                                                                              | 1,18                                                                           | -                                                                              | -                                                                              | -                                                                              |
| 16                                                                                |                                                                                | ПП ДОСТ                                                                        | -                                                                              | 7 130                                                                          | -                                                                              | 0,36                                                                           | -                                                                              | -                                                                              | -                                                                              |
| 17                                                                                |                                                                                | ПРЯКА ДЕМОКРАЦИЯ                                                               | -                                                                              | 2 425                                                                          | -                                                                              | 0,12                                                                           | -                                                                              | -                                                                              | -                                                                              |
| 18                                                                                |                                                                                | БСП ЗА БЪЛГАРИЯ                                                                | Прогресивен алианс на социалистите и демократите (С&Д)                         | 474 160                                                                        | +50 123                                                                        | 24,26                                                                          | +5,325                                                                         | 5 / 17                                                                         | +1                                                                             |
| 19                                                                                |                                                                                | ПП Глас Народен                                                                | -                                                                              | 6 136                                                                          | -16 304                                                                        | 0,31                                                                           | -0,692                                                                         | -                                                                              | -                                                                              |
| 20                                                                                |                                                                                | Движение за права и свободи - ДПС                                              | Обнови Европа (ОЕ)                                                             | 323 510                                                                        | -63 215                                                                        | 16,55                                                                          | -0,719                                                                         | 3 / 17                                                                         | -1                                                                             |
| 21                                                                                |                                                                                | Движение ЗАЕДНО                                                                | -                                                                              | 3 731                                                                          | -                                                                              | 0,19                                                                           | -                                                                              | -                                                                              | -                                                                              |
| 22                                                                                |                                                                                | БЪЛГАРСКО НАЦИОНАЛНО ОБЕДИНЕНИЕ                                                | -                                                                              | 2 370                                                                          | -                                                                              | 0,12                                                                           | -                                                                              | -                                                                              | -                                                                              |
| 23                                                                                |                                                                                | ВОЛЯ – Българските Родолюбци                                                   | -                                                                              | 70 830                                                                         | -                                                                              | 3,62                                                                           | -                                                                              | -                                                                              | -                                                                              |
| 24                                                                                |                                                                                | Движение 21                                                                    | -                                                                              | 4 141                                                                          | -                                                                              | 0,21                                                                           | -                                                                              | -                                                                              | -                                                                              |
| 25                                                                                |                                                                                | Христо Симеонов Симеонов - независим кандидат                                  | -                                                                              | 3 548                                                                          | -                                                                              | 0,18                                                                           | -                                                                              | -                                                                              | -                                                                              |
| 26                                                                                |                                                                                | ПП „ДВИЖЕНИЕ ПРЕЗАРЕДИ БЪЛГАРИЯ“                                               | -                                                                              | 3 907                                                                          | -                                                                              | 0,20                                                                           | -                                                                              | -                                                                              | -                                                                              |
| 27                                                                                |                                                                                | ПП „Възраждане“                                                                | -                                                                              | 20 319                                                                         | -                                                                              | 1,04                                                                           | -                                                                              | -                                                                              | -                                                                              |
| -                                                                                 | Не подкрепям никого                                                            | Не подкрепям никого                                                            | -                                                                              | 61 029                                                                         | -                                                                              | -                                                                              | -                                                                              | -                                                                              | -                                                                              |
| действителни гласове                                                              | действителни гласове                                                           | действителни гласове                                                           | действителни гласове                                                           | 2 015 341                                                                      | -224 089                                                                       | -                                                                              | -                                                                              |                                                                                |                                                                                |
| празни бюлетини и недействителни гласове                                          | празни бюлетини и недействителни гласове                                       | празни бюлетини и недействителни гласове                                       | празни бюлетини и недействителни гласове                                       | 80 238                                                                         | -2 681                                                                         | -                                                                              | -                                                                              |                                                                                |                                                                                |
| общо                                                                              | общо                                                                           | общо                                                                           | общо                                                                           | 2 015 341                                                                      | -                                                                              | 100%                                                                           | -                                                                              | 17 / 17                                                                        | 0                                                                              |
| Брой на избирателите / избирателна активност                                      | Брой на избирателите / избирателна активност                                   | Брой на избирателите / избирателна активност                                   | Брой на избирателите / избирателна активност                                   | 6 419 472                                                                      | -123 951                                                                       | 32,64%                                                                         | -3,200%                                                                        |                                                                                |                                                                                |
| получава мандати не успява да получи мандат +/- разлика спрямо предходните избори |                                                                                |                                                                                |                                                                                |                                                                                |                                                                                |                                                                                |                                                                                |                                                                                |                                                                                |
| Източник:Централна избирателна комисия, Европейски парламент                      |                                                                                |                                                                                |                                                                                |                                                                                |                                                                                |                                                                                |                                                                                |                                                                                |                                                                                |

Окончателните резултати са обявени в 23:00 ч. на 29 май 2019 г. от ЦИК, след обработването на всички избирателни протоколи.

## Избрани евродепутати
Избраните за членове на Европейския парламент от Република България са:[неблагонадежден източник - таблоид (Поискан нов източник преди 725 дни)]

ГЕРБ-СДС
1. Мария Габриел
2. Андрей Ковачев
3. Андрей Новаков
4. Ева Майдел
5. Асим Адемов
6. Александър Йорданов
7. Лиляна Павлова
8. Емил Радев

БСП ЗА БЪЛГАРИЯ
1. Елена Йончева
2. Сергей Станишев
3. Петър Витанов
4. Цветелина Пенкова
5. Иво Христов

Движение за права и свободи – ДПС[неблагонадежден източник - таблоид (Поискан нов източник преди 725 дни)]

1. Мустафа Карадайъ[72]
2. Делян Пеевски[73]
3. Илхан Кючюк
4. Искра Михайлова
5. Атидже Алиева-Вели

ВМРО – Българско национално движение
1. Ангел Джамбазки
2. Андрей Слабаков

Демократична България – Обединение (ДА България и ДСБ)
1. Радан Кънев